# Salomon v A Salomon & Co.
 Salomon v A Salomon & Co. est un arrêt de principe du droit des sociétés britannique et celui des pays de common law en général rendu en 1897. La décision unanime de la Chambre des lords a eu pour effet de fermement affirmer la doctrine de la personnalité morale distincte de la société, telle qu'énoncée dans la Companies Act 1862, de sorte que les créanciers d'une société insolvable ne pouvaient poursuivre les actionnaires de la société pour le paiement de dettes impayées.

## Les faits
M. Aron Salomon fabriquait des bottes et chaussures en cuir en tant que propriétaire unique. Ses fils voulaient devenir partenaires commerciaux, il a donc transformé l'entreprise en une société à responsabilité limitée. Cette société a acheté l'entreprise de M. Salomon à un prix excessif par rapport à sa valeur. Sa femme et ses cinq enfants aînés sont devenus souscripteurs et les deux fils aînés sont devenus administrateurs. M. Salomon a pris 20 001 des 20 007 actions de la société, ce qui était un paiement de A Salomon & Co Limited pour son ancienne entreprise (chaque action était évaluée à 1 £). Le transfert de l'entreprise a eu lieu le 1er juin 1892. La société a également émis à M. Salomon 10 000 £ en débentures. Sur la garantie de ses débentures, M. Salomon a reçu une avance de 5 000 £ d'Edmund Broderip.
Peu de temps après que M. Salomon a incorporé son entreprise, il y a eu une baisse des ventes de bottes. La société a fait faillite, étant en défaut de paiement des intérêts sur ses débentures (détenues à moitié par Broderip). Broderip a intenté une action en justice pour faire respecter sa sûreté. La société a été mise en liquidation. Broderip a été remboursé ses 5 000 £. Cela laissait 1 055 £ d'actifs de la société, dont Salomon réclamait au titre des débentures conservées qu'il conservait. Si la réclamation de Salomon aboutissait, cela ne laisserait rien aux créanciers chirographaires. En cas de faillite de la société, le liquidateur de la société a soutenu que la charge flottante ne devait pas être honorée et que Salomon devait être tenu responsable des dettes de la société. Salomon a intenté une action en justice.

## Question soulevée par la demande
Le liquidateur, au nom de la société, a présenté une demande reconventionnelle voulant que les sommes versées à Salomon soient remboursées et ses débentures annulées. Il a soutenu que Salomon avait manqué à son obligation fiduciaire envers la nouvelle société dont il faisait la promotion en vendant son entreprise à un prix excessif. Il a également fait valoir que toute la constitution de la société de cette manière était conçue comme une fraude contre ses créanciers chirographaires potentiels à l'avenir.

## Jugement

### Haute Cour
En première instance, le juge Roland Vaughan Williams a statué dans l'affaire intitulée «Broderip v Salomon»  que la demande de M. Broderip était fondée. Il n'était pas contesté que les 200 actions étaient entièrement libérées. Il a déclaré que la société avait droit à une indemnité contre M. Salomon. Il a déclaré que les signataires du mémorandum de constitution étaient de simples "mannequins" et que la société n'était en réalité que M. Salomon sous une autre forme, un pseudonyme ou du moins, son agent. Par conséquent, il avait droit à une indemnité du mandant. Le liquidateur a modifié la demande reconventionnelle et une indemnité a été accordée. L'argument de l'agence a été accepté.

### Cour d'appel

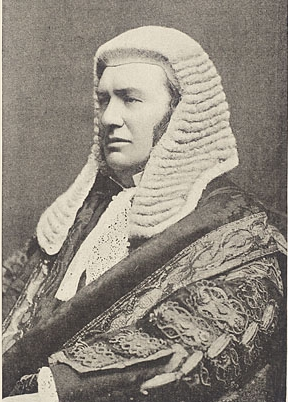
Nathaniel Lindley était le principal expert des sociétés de personnes et du droit des sociétés.

La Cour d'appel  a confirmé la décision de Vaughan Williams J contre M. Salomon, mais au motif que M. Salomon avait abusé des privilèges d'une  incorporation d'une société à responsabilité limitée, que le Parlement avait l'intention de conférer uniquement « des actionnaires indépendants et non contrefaits, qui avaient un esprit et une volonté propres et n'étaient pas de simples marionnettes ». Nathaniel Lindley (un expert en droit des sociétés) a estimé que la société était le fiduciaire de M. Salomon et, à ce titre, Salomon était tenue d'indemniser les dettes de la société.

### Chambre des lords
La Chambre des lords a cassé cette décision à l'unanimité, rejetant les arguments fondés sur la relation de mandant et mandataire. Ils ont soutenu que rien dans la Loi ne stipulait si les souscripteurs (c'est-à-dire les actionnaires) devraient être indépendants de l'actionnaire majoritaire. La société était dûment constituée en droit et il n'appartenait pas aux juges d'interpréter les limitations statutaires qu'ils jugeaient eux-mêmes opportunes. Lord Halsbury LC a déclaré que la loi « ne prévoit rien quant à l'étendue ou le degré d'intérêt qui peut être détenu par chacun des sept [actionnaires] ou quant à la proportion d'intérêt ou d'influence possédée par l'un ou la majorité sur les autres ».

## Importance du jugement
Le cas de Salomon représente toujours la vision orthodoxe de la personnalité juridique distincte en droit anglais, bien qu'un certain nombre d'exceptions aient évolué depuis. Dans Williams & Humbert c. W & H Trade Marks , Lord Templeman a qualifié d '"hérétique" la suggestion selon laquelle ce principe devrait être ignoré. Dans E.B.M. Co Limited c Dominion Bank  Lord Russell of Killowen a déclaré que le principe était "d'une importance suprême". Dans Adams v Cape Industries plc , Slade LJ a déclaré que "le tribunal n'est pas libre de ne pas tenir compte du principe de Salomon v A Salomon & Co Ltd  simplement parce qu'il considère que la justice l'exige. Notre droit, pour meilleur ou pire, reconnaît la création de filiales, qui, bien qu'en un sens les créatures de leurs sociétés mères, tomberont néanmoins sous le régime du droit général pour être traitées comme des entités juridiques distinctes avec tous les droits et responsabilités qui normalement s'attacheraient à des entités juridiques distinctes. entités. Dans Prest v Petrodel Resources Ltd  au paragraphe 66, Lord Neuberger a qualifié Salomon: "une décision claire et fondée sur des principes, qui n'a pas été attaquée pendant plus d'un siècle".
Au cours des décennies qui ont suivi l'affaire Salomon, diverses circonstances exceptionnelles ont été délimitées, tant par les législatures que par le pouvoir judiciaire, en Angleterre et ailleurs (y compris en Irlande), lorsque les tribunaux peuvent légitimement ignorer la personnalité juridique distincte d'une entreprise, par exemple lorsqu'un crime ou une fraude a été commis. Il y a donc beaucoup de débats sur la question de savoir si la même décision serait prise si les mêmes faits étaient considérés dans l'environnement juridique moderne, étant donné les décisions de la Chambre des lords dans Pepper v Hart and Re Spectrum Plus Ltd et le Conseil privé dans l'affaire Attorney General du Bélize contre Belize Telecom Ltd, qui exigent une approche téléologique de l'interprétation de la législation. En 2013, il y a eu un examen systémique de ces autorités dans les affaires Prest v Petrodel Resources Ltd, Lord Sumption faisant une distinction entre les cas de véritable levée du voile corporatif et les situations dans lesquelles il a été jugé que la société était essentiellement un mandataire d'un malfaiteur ou détenait des biens en fiducie.
Bien que le cas de Salomon soit cité devant les tribunaux à ce jour, il a fait l'objet de nombreuses critiques. Par exemple, Otto Kahn-Freund a qualifié la décision de «calamiteuse» dans son article . Dans cet article, l'auteur a également appelé à l'abolition des sociétés privées.